# ときめきサイエンス
『ときめきサイエンス』（原題: Weird Science）は、1985年にアメリカ合衆国で制作されたSFコメディ映画。
VHS発売の際に「エレクトリック・ビーナス」と邦題が一旦改められたが、DVD発売の際に元の「ときめきサイエンス」に戻された。

## ストーリー
主人公である高校生のゲイリーとワイアットは、女子に見向きもされない冴えない二人組。
ある日、二人はテレビで『フランケンシュタイン』を見ていて、「自分たちの理想の女性を創ろう」と閃く。早速パソコンで理想の女性に関するデータを入力し、人形にプラグを繋いだところ、偶然自宅に雷が落ちる。するとパソコンから、入力したデータそのものの美女が現れた。
「リサ」と名付けられた美女は不思議な能力を使うことができ、車と服を用意して二人を誘いバーに出かけ、二人に大人の時間を過ごさせる。しかし、二人がワイアットの家に戻ると、彼の兄チェットに見付かり怒鳴られ、ワイアットは許してもらうために金を渡すように迫られる。翌朝、話を聞いたリサはワイアットに対し、チェットに言い返すように励ますが、彼は怖気付いてしまいチェットに金を渡してしまう。
リサは二人をデートに誘い、二人はお洒落をして彼女を待つが、そこをクラスのイアンとマックスに見付かり、2階からジュースをかけられるイタズラ被害に遭う。二人の彼女デブとヒリーはイタズラに反感を持つが、クラスで浮いてしまうことを恐れて二人と別れようとはしなかった。そこにリサが現れイアンとマックスは彼女に夢中になるが、彼女はゲイリーとワイアットと車に乗り込み去ってしまう。
リサはワイアットの自宅でパーティーを開くことを企画するが、ゲイリーは厳格な両親に反対されることを危惧していた。両親は案の定反対するが、リサに強引に説き伏せられてパーティーへの参加を渋々認める。準備を進めるリサに対し、二人は「友達がいないから誰も来ない」と伝えるが、パーティーにはリサ目当てに大勢の人々が集まってくる。
二人は初めてのパーティーに緊張してトイレに籠ってしまうが、そこでデブとヒリーに出会い仲を深めていく。一方、イアンとマックスは「デブとヒリーを渡すからリサと付き合わせて欲しい」とゲイリーとワイアットに伝えるが、二人は拒否する。二人はイアンとマックスに本当のことを話し、彼らに求められて新しい女性をコンピューターで作り出そうとするが、材料の人形を用意するのを忘れたまま電源を入れてしまい、自宅が大荒れになってしまう。
写真の中の人形は踊りだし、家の中は大嵐、キム・マリンが演じるピアノ演奏していた美女に至っては掃除機と化した煙突に衣服を全て吸い取られた挙句、最後に残されたショーツを守った末に全裸で空中へ放り出されプールに落とされしまう。事前に状況を理解していたイアンとマックスでさえも失禁しかねないほどの事態となった挙句、プラグの先にミリタリー雑誌があったためMGM-31ミサイルが現れてしまう。騒ぎを見たリサは呆れながらも、二人に自信を持ってデブとヒリーに接するように励ますが、二人は自信をなくしてしまう。リサは二人に自信のある男になってもらうため、家に暴走族を呼び寄せて暴れさせる。人々はパニックになり、イアンとマックスはデブとヒリーを置いて逃げ出してしまう。
リサは暴走族を追い出すように二人にけしかけるが、二人は怖気付いて隠れてしまう。しかし、二人は暴走族に見付かってしまい、皆の前で臆病者だと笑われてしまう。二人はされるがままになっていたが、暴走族がデブとヒリーに手を出したため、協力して暴走族を家から追い出す。二人はデブとヒリーと一夜を過ごすが、翌朝に家に戻って来たチェットに見付かってしまう。チェットは四人を怒鳴りつけ、見かねたリサは二人に彼女たちを家に送るように伝える。二人はリサが用意した車で彼女たちを家に送り届け、それぞれ気持ちを伝える。一方、チェットと二人きりになったリサは彼の姿を糞に変えてしまい、二人をイジメないように誓わせる。二人は家に戻り、リサに恋人ができたことを伝え祝福される。役目を終えたリサは二人の前から姿を消し、同時に騒ぎで滅茶苦茶になっていた家やチェットも元の姿に戻る。
二人の元からリサが消えた後、高校の体育教師として美人コーチがやってくる。その美女はリサであり、見惚れる男子生徒たちに腕立て伏せを指示し、彼らに向かって微笑む。

## キャスト
※括弧内は日本語吹替（Blu-ray Discにのみ収録）
- ゲイリー・ウォレス - アンソニー・マイケル・ホール（合田悠己）
- ワイアット・ダネリー - イラン・ミッチェル=スミス（宮武嵐）
- リサ - ケリー・ルブロック（本田貴子）
- チェット・ダネリー - ビル・パクストン（勝杏里）
- デブ - スザンヌ・シュナイダー（三村ゆうな）
- ヒリー - ジュディ・アロンソン（田畑寧々）
- イアン - ロバート・ダウニー（桜塚やっくん）
- マックス - ロバート・ラスラー
- ロード・ジェネラル - ヴァーノン・ウェルズ
- ピアノ演奏していた美女 - キム・マリン